# Campionato europeo di pallanuoto 2008 (maschile)
Il campionato europeo di pallanuoto 2008 è stato la XXVIIIª edizione maschile e si è svolto a Malaga (Spagna) dal 3 al 13 luglio. L'evento è stato organizzato dalla Ligue Européenne de Natation (LEN) in collaborazione con la Real Federación Española de Natación.
Gli incontri si sono disputati nel Centro Acuático de Málaga e hanno partecipato alla competizione 12 squadre nazionali divise in due gruppi da 6.

Il Montenegro, all'esordio assoluto nella manifestazione, ha conquistato il titolo europeo battendo in finale gli ex connazionali della Serbia.

## Squadre partecipanti
Delle 12 nazionali partecipanti, 6 si sono qualificate direttamente al campionato in quanto prime classificate all'Europeo 2006 (inclusa la Spagna, paese ospitante); le altre 6 hanno disputato un torneo di qualificazione.
| Gruppo A   | Gruppo B  |
| ---------- | --------- |
| Croazia    | Germania  |
| Grecia     | Italia    |
| Montenegro | Macedonia |
| Spagna     | Romania   |
| Slovacchia | Russia    |
| Ungheria   | Serbia    |

## Fase preliminare

### Gruppo A
| Squadra    | G | V | N | P | GF | GS | DR  | PTS |
| ---------- | - | - | - | - | -- | -- | --- | --- |
| Montenegro | 5 | 4 | 0 | 1 | 48 | 37 | +11 | 12  |
| Ungheria   | 5 | 4 | 0 | 1 | 54 | 32 | +22 | 12  |
| Croazia    | 5 | 3 | 1 | 1 | 52 | 38 | +14 | 10  |
| Spagna     | 5 | 2 | 0 | 3 | 42 | 38 | +4  | 6   |
| Grecia     | 5 | 1 | 1 | 3 | 42 | 41 | +1  | 4   |
| Slovacchia | 5 | 0 | 0 | 5 | 19 | 71 | -52 | 0   |

- Risultati

| Data     | Ora   | Partita    | Partita | Partita    |
| -------- | ----- | ---------- | ------- | ---------- |
| 04.07.08 | 9.30  | Slovacchia | 3-12    | Grecia     |
| 04.07.08 | 19.30 | Ungheria   | 10-9    | Croazia    |
| 04.07.08 | 21.00 | Spagna     | 7-8     | Montenegro |
| 05.07.08 | 11.00 | Ungheria   | 19-3    | Slovacchia |
| 05.07.08 | 19.30 | Montenegro | 11-10   | Grecia     |
| 05.07.08 | 21.00 | Spagna     | 7-11    | Croazia    |
| 06.07.08 | 12.30 | Ungheria   | 8-3     | Grecia     |
| 06.07.08 | 18.00 | Croazia    | 7-6     | Montenegro |
| 06.07.08 | 21.00 | Slovacchia | 4-12    | Spagna     |
| 07.07.08 | 11.00 | Croazia    | 15-5    | Slovacchia |
| 07.07.08 | 19.30 | Ungheria   | 9-10    | Montenegro |
| 07.07.08 | 21.00 | Spagna     | 9-7     | Grecia     |
| 08.07.08 | 9.30  | Slovacchia | 4-13    | Montenegro |
| 08.07.08 | 18.00 | Grecia     | 10-10   | Croazia    |
| 08.07.08 | 21.00 | Ungheria   | 8-7     | Spagna     |

### Gruppo B
| Squadra   | G | V | N | P | GF | GS | DR  | PTS |
| --------- | - | - | - | - | -- | -- | --- | --- |
| Serbia    | 5 | 4 | 1 | 0 | 68 | 31 | +37 | 13  |
| Italia    | 5 | 4 | 0 | 1 | 55 | 35 | +20 | 12  |
| Germania  | 5 | 3 | 0 | 2 | 39 | 42 | -3  | 9   |
| Macedonia | 5 | 1 | 1 | 3 | 35 | 56 | -21 | 4   |
| Romania   | 5 | 1 | 1 | 3 | 37 | 46 | -9  | 4   |
| Russia    | 5 | 0 | 1 | 4 | 35 | 59 | -24 | 1   |

- Risultati

| Data     | Ora   | Partita   | Partita | Partita   |
| -------- | ----- | --------- | ------- | --------- |
| 04.07.08 | 11.00 | Macedonia | 10-6    | Romania   |
| 04.07.08 | 12.30 | Serbia    | 17-5    | Germania  |
| 04.07.08 | 18.00 | Russia    | 6-12    | Italia    |
| 05.07.08 | 9.30  | Macedonia | 6-23    | Serbia    |
| 05.07.08 | 12.30 | Germania  | 13-4    | Russia    |
| 05.07.08 | 18.00 | Romania   | 7-12    | Italia    |
| 06.07.08 | 9.30  | Russia    | 9-9     | Macedonia |
| 06.07.08 | 11.00 | Serbia    | 6-6     | Romania   |
| 06.07.08 | 19.30 | Italia    | 12-6    | Germania  |
| 07.07.08 | 9.30  | Romania   | 4-8     | Germania  |
| 07.07.08 | 12.30 | Macedonia | 5-11    | Italia    |
| 07.07.08 | 18.00 | Serbia    | 11-6    | Russia    |
| 08.07.08 | 11.00 | Germania  | 7-5     | Macedonia |
| 08.07.08 | 12.30 | Russia    | 10-14   | Romania   |
| 08.07.08 | 19.30 | Italia    | 8-11    | Serbia    |

## Fase finale

### Partite per l'assegnazione dal 7º al 12º posto
| Data     | Ora   | Partita    | Partita | Partita   |
| -------- | ----- | ---------- | ------- | --------- |
| 09.07.08 | 16.30 | Grecia     | 4-9     | Russia    |
| 09.07.08 | 18.00 | Slovacchia | 6-7     | Romania   |
| 11.07.08 | 16.30 | Russia     | 11-13   | Macedonia |
| 11.07.08 | 18.00 | Romania    | 7-9     | Spagna    |

### Finale 11º posto
| Data     | Ora   | Partita | Partita | Partita    |
| -------- | ----- | ------- | ------- | ---------- |
| 11.07.08 | 12.30 | Grecia  | 14-8    | Slovacchia |

### Finale 9º posto
| Data     | Ora  | Partita | Partita | Partita |
| -------- | ---- | ------- | ------- | ------- |
| 12.07.08 | 9.30 | Russia  | 6-11    | Romania |

### Finale 7º posto
| Data     | Ora   | Partita   | Partita | Partita |
| -------- | ----- | --------- | ------- | ------- |
| 12.07.08 | 11.00 | Macedonia | 5-15    | Spagna  |

### Quarti di finale
| Data     | Ora   | Partita  | Partita | Partita  |
| -------- | ----- | -------- | ------- | -------- |
| 09.07.08 | 19.30 | Ungheria | 14-8    | Germania |
| 09.07.08 | 21.00 | Croazia  | 8-7     | Italia   |

### Semifinali
| Data     | Ora   | Partita  | Partita | Partita    |
| -------- | ----- | -------- | ------- | ---------- |
| 11.07.08 | 19.30 | Croazia  | 7-9     | Montenegro |
| 11.07.08 | 21.00 | Ungheria | 7-8     | Serbia     |

### Finale 5º posto
| Data     | Ora   | Partita  | Partita | Partita |
| -------- | ----- | -------- | ------- | ------- |
| 12.07.08 | 12.30 | Germania | 7-9     | Italia  |

### Finale per il Bronzo
| Data     | Ora   | Partita | Partita | Partita  |
| -------- | ----- | ------- | ------- | -------- |
| 13.07.08 | 19.30 | Croazia | 14-15   | Ungheria |

### Finale per l'Oro
| Data     | Ora   | Partita    | Partita | Partita |
| -------- | ----- | ---------- | ------- | ------- |
| 13.07.08 | 21.00 | Montenegro | 6-5     | Serbia  |

Nota
1. ↑  Tutti gli orari sono espressi in ora locale (UTC +2, CEST)

## Classifica finale
| Pos. | Squadra    |
| ---- | ---------- |
|      | Montenegro |
|      | Serbia     |
|      | Ungheria   |
| 4    | Croazia    |
| 5    | Italia     |
| 6    | Germania   |
| 7    | Spagna     |
| 8    | Macedonia  |
| 9    | Romania    |
| 10   | Russia     |
| 11   | Grecia     |
| 12   | Slovacchia |

## Classifica marcatori
|  | Gol | Marcatore             | Squadra    |
|  | --- | --------------------- | ---------- |
|  | 22  | Aleksandar Šapić      | Serbia     |
|  | 16  | Nebojša Milić         | Macedonia  |
|  | 14  | Mlađan Janović        | Montenegro |
|  |     | Cosmin Radu           | Romania    |
|  | 13  | Konstantin Stepanyuk  | Russia     |
|  | 11  | Péter Biros           | Ungheria   |
|  |     | Norbert Madaras       | Ungheria   |
|  |     | Felipe Perrone        | Spagna     |
|  | 10  | Miho Bošković         | Croazia    |
|  |     | Alessandro Calcaterra | Italia     |
|  |     | Maurizio Felugo       | Italia     |
|  |     | Xavier García         | Spagna     |
|  |     | Gergely Kiss          | Ungheria   |
|  |     | Tobias Kreuzmann      | Germania   |
|  |     | Heiko Nossek          | Germania   |
|  |     | Boris Zloković        | Montenegro |

## Fonti
- (EN) Omegatiming.com. URL consultato il 2 aprile 2016 (archiviato dall'url originale l'11 maggio 2009).
- (EN) Todor66.com - Sport statistics Archive, su todor66.com. URL consultato il 25 novembre 2015 (archiviato dall'url originale il 13 febbraio 2016).